# 麥克羅伊鎮區 (阿肯色州富蘭克林縣)
麥克羅伊鎮區（英語：McIlroy Township）是位於美國阿肯色州富蘭克林縣的一個行政鎮區。

## 地方資料
麥克羅伊鎮區的面積為76.93平方千米，當中陸地面積為76.93平方千米，而水域面積為0.00平方千米。根據2010年美國人口普查的數據，當地共有人口51人，而人口密度為每平方千米0.66人。